# Gomphus davidi
Gomphus davidi – gatunek ważki z rodziny gadziogłówkowatych (Gomphidae). Występuje na Bliskim Wschodzie; stwierdzony w Turcji (wokół Zatoki İskenderun), Syrii, Libanie, Izraelu, Jordanii i Palestynie.